# Sis dies de Magúncia
Els Sis dies de Magúncia era una cursa de ciclisme en pista, de la modalitat de sis dies, però que es disputà en vuit dies a la vila de Magúncia (Alemanya). Només es van disputar una edició.

## Palmarès
| Any  | Primers                     | Segons                     | Tercers                    |
| ---- | --------------------------- | -------------------------- | -------------------------- |
| 1911 | Hans Ludwig · Jean Rosellen | Paul Echterhof · Emil Zech | Jacob Esser · August Kraft |